# Dawn Wells
Dawn Elberta Wells, född 18 oktober 1938 i Reno, Nevada, död 30 december 2020 i Los Angeles, var en amerikansk skådespelare. Hon är bland annat mest känd för sin roll som Mary Ann Summers i TV-serien Gilligan's Island, en serie som blev mycket populär på 1960-talet.

## Biografi
Dawn Wells växte upp i Reno, Nevada och hon studerade vid Reno High School. Efter high school studerade hon vid Stephens College i Columbia, Missouri, där hennes huvudämne var kemi. Wells studerade också vid University of Washington i Seattle, där hon även tog sin examen. 
År 1959 blev hon utsedd till Miss Nevada och hon representerade delstaten i skönhetstävlingen Miss America i Atlantic City, New Jersey år 1960.

## Karriär
Wells flyttade till Hollywood och inledde sin karriär som skådespelerska i olika TV-serier. Exempelvis hade hon en gästroll i TV-serien Bröderna Cartwright. År 1964 fick hon sin mest kända roll som "Mary Ann Summers" i TV-serien Gilligan's Island, en roll som hon även spelade i filmen Rescue from Gilligan's Island och i de tecknade spinoff-serierna The New Adventures of Gilligan och Gilligan's Planet. I Gilligan's Planet gör hon en dubbelroll.
Efter Rescue from Gilligan's Island försvann hon från vita duken under långa perioder för att medverka i diverse teaterpjäser. 
År 1993 gav hon ut en kokbok med titeln Mary Ann's Gilligan's Island Cookbook som hon skrev tillsammans med Ken Beck och Jim Clark. Boken innehåller ett förord skrivet av skådespelaren Bob Denver, som också medverkade i Gilligan's Island.
År 2008 fick hon en egen stjärna på Hollywood Walk of Fame.

## Privatliv
Dawn Wells var gift med Larry Rosen mellan åren 1962–1967.
Wells flyttade till Teton Valley i Idaho under 1990-talet, och där startade hon sitt eget företag - Wishing Wells Collections, som tillverkar kläder till personer med rörelsesvårigheter.
Den 18 oktober 2007 körde Wells hem efter att ha firat sin födelsedag. Under resan vinglade hon med bilen, vilket ledde till att Wells arresterades av polisen i Idaho. Hon dömdes till skyddstillsyn för vårdslöshet i trafiken. 